# Моннингтон, Уолтер Томас
Уолтер Томас Моннингтон (2 октября 1902 года - 7 января 1976 года) — английский художник, известный несколькими крупными росписями и работой военным художником. С 1966 по 1976 годы - президент Королевской академии художеств.

## Детство и образование
Моннингтон родился в Вестминстере (Лондон) в семье адвоката, вырос в Сассексе, после чего родители отправили его в фермерскую школу в Росс-он-Уай. С 1918 по 1922 год он учился в Школе изящных искусств Слейда, а в 1922 году выиграл трехлетнюю стипендию в Британской школе в Риме. В апреле 1924 года Моннингтон женился на своей коллеге по искусству, художнице Винифред Маргарет Найт. В это время, находясь в Италии, он выпустил свою первую большую работу «Аллегория», которая была приобретена Обществом современного искусства и теперь находится в коллекции Тейта.
С 1925 по 1937 год Моннингтон жил в Лондоне, где преподавал в Королевском колледже искусств, а также до 1939 года в Школе Королевской академии. В течение этого времени он также работал с группой других художников, включая Джорджа Клаузена и Уильяма Ротенштейна, по двум крупным декоративным проектам: один для Банка Англии, а другой - между 1925 и 1927 годами для зала Святого Стефана во Дворце Вестминстера. В 1931 году он завершил картину «Ужин в Эммаусе» для церкви в Болтоне. Моннингтон также начал получать оплату за ранее написанные им портреты, в том числе Стэнли Болдуина и Эрла Джеллико. Тем не менее, законченный портрет Джеллиони, написанный Моннингтоном, был возвращен ему после возникновения возражений у графини Джеллико, которой очень не понравился портрет её мужа.

## Вторая мировая война
После начала второй мировой войны в мае 1939 года, Моннингтон присоединился к Управлению камуфляжа в Ройал-Лемингтон-Спа, где он работал над камуфляжными проектами для аэродромов и заводов. После случайной встречи с Барнсом Уоллесом внес вклад в усовершенствование дизайна нового тяжелого самолета-бомбардировщика, в дальнейшем известного как Avro Lancaster. Теперь этот дизайн хранится в Музее Виктории и Альберта. В 1943 году Моннингтон, бравший уроки полётов на самолётах до войны, написал Консультативному комитету военных художников  (WAAC) жалобу на отсутствие воздушной перспективы среди работ, выставляемых WAAC до сих пор. В ноябре 1943 года WAAC направил Моннингтона с первой группой военных художников в Германию, после того, как они убедились что он летал с эскадрильей на тренировочном полигоне в Йоркшире на бомбардировщиках Митчелла. Зиму 1944-1945 годов Моннингтон провёл в Нидерландах в расположении Второй тактической группировки ВВС Великобритании, обслуживающей мобильные радары и радиоустройства. Картины, написанные Моннингтоном во время «воздушной войны» , особенно такие, как «Связка с истребителем» , выполненная с точки зрения художника, сидящего внутри самолета, стали важнейшими изображениями в военной коллекции WAAC.

## Послевоенная карьера
После окончания войны Моннингтон преподавал в Художественной школе Камбервелла в течение четырех лет, а затем в Художественной школе Слейда вплоть до 1967 года. Его жена Винифред умерла в 1947 году, и в том же году он женился на Эвелин Джанет.
В течение 1960-х годов работы Моннингтона стали более абстрактными и были часто основаны на геометрических рисунках. В 1966 году он был назначен на пост президента Королевской академии художеств и руководил ей в течение 10 лет. Моннингтон был посвящен в рыцари в 1967 году. Моннингтон стал первым президентом Академии, вышедшим из представителей абстрактного искусства и его работа в Академии была чрезвычайно эффективной, в рамках которой он очень многое сделал для восстановления пошатнувшегося положения Королевской академии художеств. Моннингтон служил президентом Академии вплоть до своей смерти в Лондоне 7 января 1976 года.